# Johanna Fatemanová
Johanna Fatemanová (* 1974) je americká hudebnice, zpěvačka, editorka a přispěvatelka do řady zinů. V roce 1998 se stala spoluzakladatelkou elektro-punkového tria Le Tigre. Je také členkou kapely a uměleckého spolku MEN.

## Osobní život
Vyrůstala v kalifornském Berkeley, kde byl její otec Richard Fateman zaměstnán jako počítačový vědec a profesor na Kalifornské univerzitě v Berkeley. Na oficiální webové stránce Le Tigre uvádí, že během střední školy vystupovala se svou nejlepší přítelkyní Mirandou Julyovou. V sedmnácti letech se odstěhovala do oregonského Portlandu, kde začala studovat na soukromé univerzitě umění Reed College, ze které později přešla na uměleckou školu do New Yorku.
Editovala a přispívala do řady zinových médií včetně My Need To Speak on the Subject of Jackson Pollock; ArtaudMania!!! The Diary of a Fan; The Opposite and The Opposite Part II a Snarla, kde spolupracovala s Mirandou Julyovou. V tomto prostředí se poprvé setkala s Kathleen Hanna. Někdy bývá označována za „Zinovou královnu“.

## Le Tigre
V Portlandu začala spolupracovat na živých vystoupeních projektu Julie Ruin své kamarádky Kathleen Hanna. Kooperace vyústila v založení kapely The Troublemakers, pojmenované po filmu G.B. Jonese, která se ovšem po krátké době rozpadla, poté co odjela studovat uměleckou školu do New Yorku.
Přesto došlo k obnovení jejich tvorby na americkém Východním pobřeží a spolu s filmařkou Sadie Benningovou založily novou kapelu s názvem Le Tigre, která se zaměřila na punk a elektronickou hudbu v kombinaci se samplováním. První album Le Tigre vydaly u nezávislého hudebního vydavatelství Mr. Lady Records. Poté skupinu opustila Sadie Benningová, která se vydala na dráhu filmové režisérky. Místo ní přišla JD Samson, se kterou již natočily druhou desku Feminist Sweepstakes (2001). Skupina po krachu labelu Mr. Lady uzavřela smlouvu s Universal Records, u kterého vydala třetí studiové album This Island (2004). Koncertní turné po Spojených státech uskutečnila v letech 2005 a 2006, předtím hrála i v Evropě. Od roku 2007 má, kromě krátké aktivity v roce 2009, dlouhodobou přestávku činnosti.
Během hraní v kapele začala paralelně pracovat na svém sólovém projektu Swim With the Dolphins, pojmenovaném po stejnojmenné knize. Podílela se také na hudbě k filmu Gone experimentální filmařky Cecilie Doughertyové.

### Mimo Le Tigre
Hudebnice přispívá do zinů a časopisů jakým je například Artforum. V roce 2006 se objevila v sérii „spoken-word“ videí People are a Trip režírovaných Julianou Luekingovou.
Je spolumajitelkou kadeřnického salónu Seagull v newyorském West Village. Spolu se svým kolegou v podnikání se objevila v dokumentu kanálu Current TV.
Dále hraje jako DJka, spolupracuje s jednou z největších nadací na ochranu zvířat na světě IFAW v rámci projektu Whale Remix Project a pokračuje ve vystupování s kolegyní z Le Tigre JD Samson v projektu MEN. Žije v New Yorku s dcerou Goldie (nar. březen 2009).